# Campeonato Pan-Pacífico de Natación de 1999
El VIII Campeonato Pan-Pacífico de Natación se celebró en Sídney (Australia) entre el  22 y el 29 de agosto de 1999 bajo la organización de la Federación Internacional de Natación (FINA) y la Federación Australiana de Natación.
Las competiciones se realizaron en el Centro Acuático Internacional de la ciudad  australiana.

## Resultados

### Masculino
| Evento                    | Oro                                                                       | Plata                                                                               | Bronce                                                                            |
| ------------------------- | ------------------------------------------------------------------------- | ----------------------------------------------------------------------------------- | --------------------------------------------------------------------------------- |
| 50 m libre (28.08)        | Brendon Dedekind Sudáfrica 22,06                                          | Gary Hall Estados Unidos 22,26                                                      | William Pilczuk Estados Unidos 22,52                                              |
| 100 m libre (26.08)       | Michael Klim Australia 48,98                                              | Neil Walker Estados Unidos 49,17                                                    | Chris Fydler Australia 49,42                                                      |
| 200 m libre (24.08)       | Ian Thorpe Australia 1:46,00 RM                                           | Michael Klim Australia 1:47,40                                                      | Ryk Neethling Sudáfrica 1:48,17                                                   |
| 400 m libre (22.08)       | Ian Thorpe Australia 3:41,83 RM                                           | Grant Hackett Australia 3:46,02                                                     | Ryk Neethling Sudáfrica 3:46,31                                                   |
| 1500 m libre (29.08)      | Grant Hackett Australia 14:45,60                                          | Ryk Neethling Sudáfrica 15:02,40                                                    | Chris Thompson Estados Unidos 15:04,68                                            |
| 100 m espalda (24.08)     | Lenny Krayzelburg Estados Unidos 53,60 RM                                 | Matthew Welsh Australia 55,13                                                       | Josh Watson Australia 55,18                                                       |
| 200 m espalda (27.08)     | Lenny Krayzelburg Estados Unidos 1:55,87 RM                               | Ray Hass Australia 1:59,87                                                          | Cameron Delaney Australia 1:59,98                                                 |
| 100 m braza (23.08)       | Simon Cowley Australia 1:02,06                                            | Regan Harrison Australia 1:02,26                                                    | Morgan Knabe · Canadá · 1:02,37                                                   |
| 200 m braza (26.08)       | Simon Cowley Australia 2:12,98                                            | Thomas Wilkens Estados Unidos 2:13,97                                               | Terence Parkin Sudáfrica 2:14,12                                                  |
| 100 m mariposa (28.08)    | Michael Klim Australia 52,49                                              | Geoff Huegill Australia 52,51                                                       | Takashi Yamamoto Japón 52,93                                                      |
| 200 m mariposa (25.08)    | Thomas Malchow Estados Unidos 1:55,41                                     | Takashi Yamamoto Japón 1:57,33                                                      | Ugur Taner Estados Unidos 1:57,82                                                 |
| 200 m estilos (27.08)     | Thomas Wilkens Estados Unidos 2:01,01                                     | Curtis Myden · Canadá · 2:01,64                                                     | Matthew Dunn Australia 2:01,86                                                    |
| 400 m estilos (23.08)     | Matthew Dunn Australia 4:16,54                                            | Curtis Myden · Canadá · 4:16,77                                                     | Thomas Wilkens Estados Unidos 4:18,58                                             |
| 4 × 100 m libre (23.08)   | Australia Michael Klim Jeff English Chris Fydler Ian Thorpe 3:16,08       | Estados Unidos Bryan Jones Josh Davis Neil Walker Jason Lezak 3:16,81               | Canadá · Yannick Lupien · Craig Hutchison · Jake Steele · Graham Duthie · 3:20,73 |
| 4 × 200 m libre (25.08)   | Australia Ian Thorpe Bill Kirby Grant Hackett Michael Klim 7:08,79 RM     | Estados Unidos Chad Carvin Josh Davis Thomas Malchow Ugur Taner 7:16,66             | Canadá · Mark Johnston · Richard Say · Yannick Lupien · Brian Johns · 7:23,26     |
| 4 × 100 m estilos (23.08) | Estados Unidos Lenny Krayzelburg Kurt Grote Dod Wales Neil Walker 3:36,37 | Canadá · Mark Versfeld · Morgan Knabe · Michael Mintenko · Yannick Lupien · 3:40,18 | Japón Atsushi Nishikori Ryosuke Imai Takashi Yamamoto Shunsuke Ito 3:40,21        |

### Femenino
| Evento                    | Oro                                                                                        | Plata                                                                 | Bronce                                                                               |
| ------------------------- | ------------------------------------------------------------------------------------------ | --------------------------------------------------------------------- | ------------------------------------------------------------------------------------ |
| 50 m libre (29.08)        | Jennifer Thompson Estados Unidos 25,51                                                     | Sarah Ryan Australia 25,93                                            | Liesl Kolbisen Estados Unidos 25,97                                                  |
| 100 m libre (27.08)       | Jennifer Thompson Estados Unidos 54,89                                                     | Sarah Ryan Australia 55,58                                            | Rebecca Creedy Australia 55,90                                                       |
| 200 m libre (25.08)       | Susan O'Neill Australia 1:58,17                                                            | Lindsay Benko Estados Unidos 1:59,60                                  | Ellen Stonebraker Estados Unidos 2:00,46                                             |
| 400 m libre (22.08)       | Brooke Bennett Estados Unidos 4:08,39                                                      | Lindsay Benko Estados Unidos 4:08,75                                  | Claudia Poll · Costa Rica · 4:11,53                                                  |
| 800 m libre (28.08)       | Brooke Bennett Estados Unidos 8:25,06                                                      | Rachel Harris Australia 8:37,23                                       | Ellen Stonebraker Estados Unidos 8:40,39                                             |
| 100 m espalda (24.08)     | Dyana Calub Australia Mai Nakamura Japón 1:01,51                                           | —                                                                     | Barbara Bedford Estados Unidos 1:01,76                                               |
| 200 m espalda (28.08)     | Tomoko Hagiwara Japón 2:11,36                                                              | Miki Nakao Japón 2:11,41                                              | Lindsay Benko Estados Unidos 2:13,51                                                 |
| 100 m braza (24.08)       | Penelope Heyns Sudáfrica 1:07,08                                                           | Megan Quann Estados Unidos 1:08,54                                    | Kristy Kowal Estados Unidos 1:08,56                                                  |
| 200 m braza (26.08)       | Penelope Heyns Sudáfrica 2:23,64 RM                                                        | Kristy Kowal Estados Unidos 2:25,52                                   | Sarah Poewe Sudáfrica 2:25,90                                                        |
| 100 m mariposa (23.08)    | Jennifer Thompson Estados Unidos 57,88 RM                                                  | Susan O'Neill Australia 59,07                                         | Ayari Aoyama Japón 59,58                                                             |
| 200 m mariposa (26.08)    | Susan O'Neill Australia 2:06,60                                                            | Jessica Deglau · Canadá · 2:10,27                                     | Misty Hyman Estados Unidos 2:10,40                                                   |
| 200 m estilos (25.08)     | Joanne Malar · Canadá · 2:13,63                                                            | Cristina Teuscher Estados Unidos 2:14,31                              | Elli Overton Australia 2:14,51                                                       |
| 400 m estilos (22.08)     | Joanne Malar · Canadá · 4:40,23                                                            | Yasuko Tajima Japón 4:40,56                                           | Cristina Teuscher Estados Unidos 4:41,21                                             |
| 4 × 100 m libre (22.08)   | Estados Unidos Liesl Kolbisen Richelle Depold-Fox Lindsay Benko Jennifer Thompson 3:41,86  | Australia Sarah Ryan Lori Munz Rebecca Creedy Susan O'Neill 3:42,69   | Canadá · Jessica Deglau · Marianne Limpert · Anna Lydall · Laura Nicholls · 3:44,50  |
| 4 × 200 m libre (26.08)   | Estados Unidos Lindsay Benko Ellen Stonebraker Jennifer Thompson Cristina Teuscher 7:57,61 | Australia Giaan Rooney Rebecca Creedy Lori Munz Susan O'Neill 8:00,67 | Canadá · Jessica Deglau · Joanne Malar · Marianne Limpert · Laura Nicholls · 8:06,86 |
| 4 × 100 m estilos (29.08) | Estados Unidos Barbara Bedford Megan Quann Jennifer Thompson Liesl Kolbisen 4:03,09        | Australia Dyana Calub Samantha Riley Susan O'Neill Sarah Ryan 4:05,74 | Japón Mai Nakamura Masami Tanaka Ayari Aoyama Suzu Chiba 4:07,14                     |

## Medallero
| Núm. | País           | Oro | Plata | Bronce | Total |
| ---- | -------------- | --- | ----- | ------ | ----- |
| 1    | Australia      | 13  | 13    | 6      | 32    |
| 2    | Estados Unidos | 13  | 10    | 12     | 35    |
| 3    | Sudáfrica      | 3   | 1     | 4      | 8     |
| 4    | Canadá         | 2   | 4     | 5      | 11    |
| 5    | Japón          | 2   | 3     | 4      | 9     |
| 6    | Costa Rica     | 0   | 0     | 1      | 1     |
|      | TOTAL          | 33  | 31    | 32     | 96    |